# Melanotrichus stitti
Melanotrichus stitti är en insektsart som beskrevs av Knight 1968. Melanotrichus stitti ingår i släktet Melanotrichus och familjen ängsskinnbaggar. Inga underarter finns listade i Catalogue of Life.